# Chant XIV du Paradis
Le Chant XIV du Paradis est le quatorzième chant du Paradis de la Divine Comédie du poète florentin Dante Alighieri. Il se déroule dans le ciel du Soleil et le ciel de Mars où résident respectivement  les esprits savants et des esprits combattants pour la foi ; nous sommes au soir du 13 avril 1300 ou du 30 mars 1300.

## Thèmes et contenus

### Le Nouveau Doute de Dante et la Fête des Bienheureux: versets 1-33
Béatrice, lisant dans l'esprit de Dante, exprime le doute qui a surgi en lui, à savoir si, même après le Jugement dernier, lorsque le corps sera réuni à l'âme, la lumière intense qui enveloppe maintenant chaque âme subsistera et si cette lumière ne troublera pas la vue des bienheureux. Les 24 âmes des deux cercles manifestent leur joie accrue par des chants et des danses ; Dante-poète observe que ceux qui, sur terre, se plaignent de devoir mourir ne comprennent pas la joie qui découle de la grâce divine.

### Le Discours de Salomon: la Lumière des Bienheureux: versets 34-60
D'une voix douce, l'âme la plus resplendissante du premier cercle explique : éternellement, l'ardeur de la charité continuera à s'exprimer avec l'irradiation de la lumière, plus intense, plus grande est la grâce donnée par Dieu en plus du mérite de chaque âme. Lorsque le corps sera réuni à l'âme, la personne complète sera encore plus agréable à Dieu. La grâce éclairante grandira en conséquence, ce qui fera croître la vision de Dieu, l'ardente charité, et enfin la lumière qui en émane. La lumière émanant du corps dépasse celle de l'âme et ne peut être supportée que dans la mesure où le corps entier et donc aussi les yeux, sont renforcés par l'état de béatitude.

### Nouvelle fête des âmes: versets 61-81
L'empressement avec lequel les bienheureux des deux cercles répondent en chœur « Amen » montre le désir qu'ils ont de retrouver leur corps, non seulement pour eux-mêmes, mais aussi « pour leurs mères, leurs pères et les autres êtres chers ».
A ce moment, une nouvelle luminosité apparaît et comme les premières étoiles qui apparaissent le soir, de nouvelles âmes se manifestent, formant un troisième cercle en dehors des deux premiers. La lumière devient soudain si forte que Dante ne peut en supporter la vue, tandis que Béatrice apparaît encore plus belle et plus riante.

### Ciel de Mars: Vision de la Croix - versets 82-139

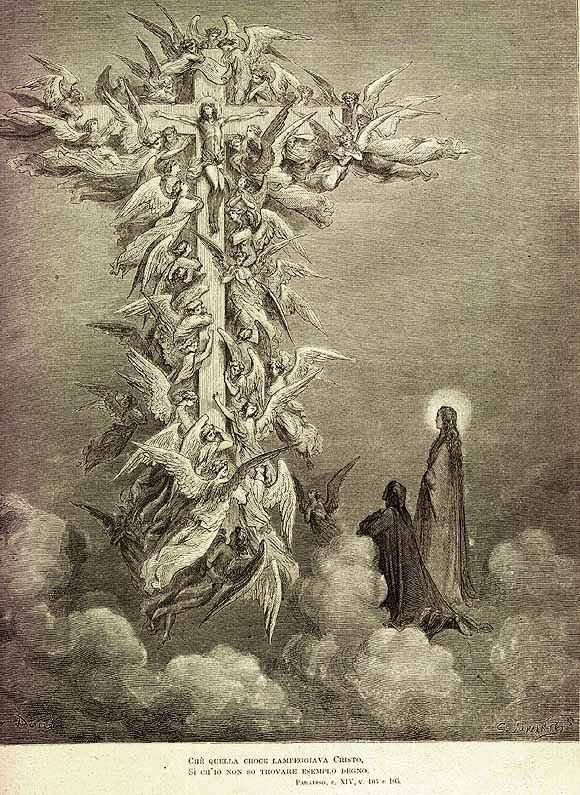
Vision de la Croix avec le Christ, illustration de Gustave Doré.

En contemplant Béatrice, Dante est transporté dans l'autre ciel. Il prend conscience de la lueur rougeâtre de la planète (Mars) et ressent une pleine gratitude, s'offrant à Dieu. Sa prière d'offrande est bien accueillie et des âmes rayonnantes de lumière rouge lui apparaissent réparties le long de deux rayons, c'est-à-dire deux faisceaux de lumière disposés en forme de croix grecque. Dans la croix, le visage du Christ apparaît en clignotant, d'une manière que Dante ne peut décrire ; seul le vrai chrétien comprendra.
Des extrémités des deux bras de la croix, les bienheureux se déplacent, avec une lumière plus vive lorsqu'ils se rencontrent, dans des directions différentes et à des vitesses diverses, comme la poussière que l'on peut distinguer dans une bande de lumière pénétrant dans une pièce sombre. Leurs voix créent une douce mélodie même si l'on ne comprend pas les mots, à part Resurgi et Vinci, qui font clairement référence à la résurrection du Christ.
Le plaisir procuré par ce chant est tel que Dante le place avant la douceur de la contemplation de Béatrice. Cela peut être compris et excusé par ceux qui pensent que sa beauté augmente de ciel en ciel et que dans le ciel de Mars, Dante n'a pas encore tourné ses yeux vers ceux de Béatrice.

## Analyse
Le Chant XIV propose un développement doctrinal et théologique de ce qui a été abordé dans les trois Chants précédents, tout en présentant clairement l'image directrice (les cercles d'âmes) et l'association thématique lumière-musique. En particulier, le thème de la lumière reçoit un développement décisif lorsque, à partir du verset 85, le ciel de Mars est décrit. La première impression est chromatique : une luminosité diffuse tendant vers le rougeâtre, comme c'est le cas pour la planète observée depuis la Terre. Puis, des images de plus en plus précises émergent sur ce fond, toujours construit par la lumière : deux rayons en forme de croix, le flash mystérieux du visage du Christ, le mouvement rapide et scintillant de nombreux points lumineux le long des bras de la croix. Cette croix grecque rappelle celle, bien connue de Dante, du bassin de l' abside de Sant'Apollinare in Classe à Ravenne.

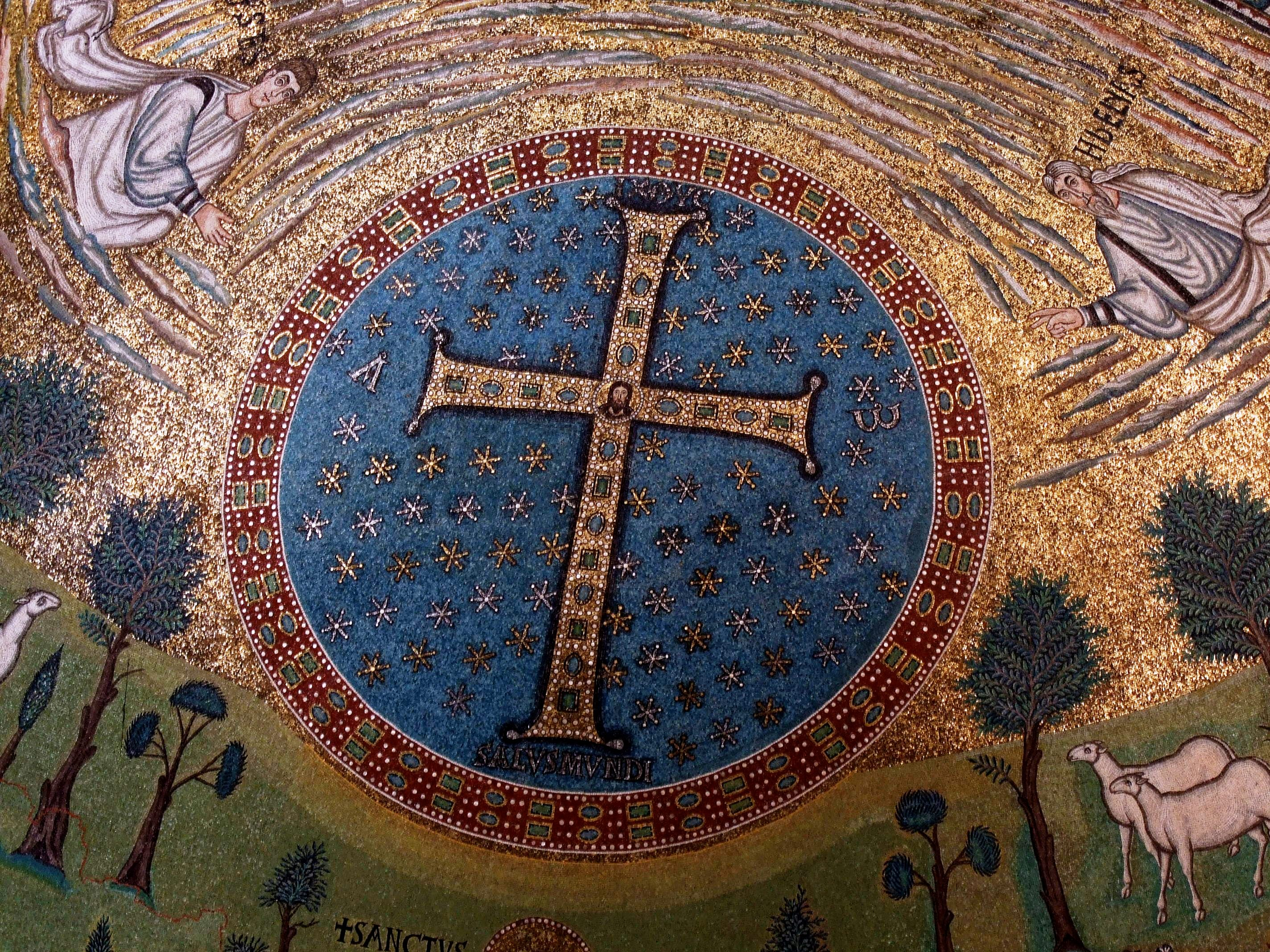
Mosaïque de Sant'Apollinare in Classe.

À la richesse des éléments visuels s'ajoute à ce stade le thème de la musique, puisque de ces lumi (les âmes) s'élève un hymne qui, dit le poète Dante, « mi rapiva » même si l'on ne comprend que deux mots-clés liés au triomphe du Christ sur la mort.
Cet hymne correspond spéculairement à la prière de louange à la Trinité chantée par les esprits sages dans le ciel du Soleil, que Dante décrit dans la première partie du Chant (versets 28-33) pour introduire l'explication offerte par Salomon à un doute théologique. Dans les paroles de l'ancien roi d'Israël, exprimées d'une « voix modeste » par la « lumière la plus dia  » (versets 34-35), le langage de la lumière a toute sa place dans la simile (versets 52-60) concernant la relation entre le corps et l'âme après la résurrection des corps.
Un trait expressif caractéristique est la présence d'images et de mots du langage familier, ou du moins de l'expérience quotidienne : des cercles dans l'eau (versets 1-3), au charbon incandescent (verset 52), au ciel où apparaissent les premières étoiles (versets 70-71), à la représentation efficace de la poussière atmosphérique visible dans le rayon de lumière pénétré dans une pièce obscure (versets 115-117). Le point culminant de ce langage familier (versets 64-65) est l'expression « pour les mères » qui connote affectivement l'environnement du paradis. De plus, comme le note Umberto Bosco , le registre domestique de ce Chant assure sa fonction de proème au triptyque de Cacciaguida.